# Мариэльский исход

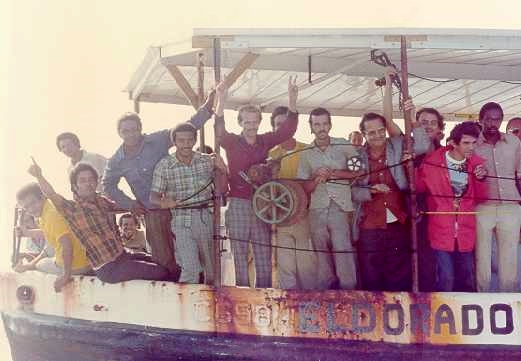
Кубинские беженцы прибывавшие на переполненных лодках во время Мариэльского исхода.

Мариэльский исход (англ. Mariel boatlift, исп. éxodo del Mariel) — акт массовой эмиграции кубинцев, а также гаитян из гавани Мариэль на Кубе, в Майами. Прошел по соглашению между правительствами Кубы и США с 15 апреля по 31 октября 1980 года.
Причинами массовой эмиграции считается продолжавшийся спад в экономике Кубы, а также недовольство режимом Фиделя Кастро. Предпосылкой для массовой эмиграции считается инцидент в посольстве Перу в Гаване 4 апреля 1980 года, когда группа в кубинцев прорвалась на автобусе на территорию посольства, попросив у перуанцев убежище. При прорыве погиб охранник посольства из числа кубинской полиции. В результате переговоров кубинское правительство разрешило эмиграцию беженцев, число которых на территории посольства достигло 10 000 человек. Был создан миграционный центр в порту Мариэль, куда стали прибывать суда из США для переправы беженцев во Флориду. В результате во Флориду было переправлено около 125 000 беженцев, которых вскоре стали называть «Мариэлитос» (исп. Marielitos). В их числе из Кубы были высланы и лица, имеющие уголовное прошлое.

## Запрет на въезд в США
- Из-за наплыва беженцев губернатор Флориды Боб Грэм в апреле 1980 года объявил чрезвычайное положение в округах Монро и Дейд.
- В начале мая президент США Джимми Картер объявил режим ЧС в районах Флориды «серьёзно пострадавших» от исхода.
- В октябре 1980 года США запретили приём кубинских беженцев. Не успевших высадиться на сушу и пойманных береговой охраной США в море (с «мокрыми ногами») депортировали немедленно, а Мариэлито с «сухими ногами» арестовывали. Аресты и депортации резко снизили поток беженцев.

## В массовой культуре
- Главный герой фильма «Лицо со шрамом» Тони Монтана (Аль Пачино) прибыл в Майами во время мариэльского исхода.